# Lygodium versteegii
Lygodium versteegii är en ormbunkeart som beskrevs av Christ. Lygodium versteegii ingår i släktet Lygodium och familjen Lygodiaceae. Inga underarter finns listade.